# Zevenhuizen-Moerkapelle
Zevenhuizen-Moerkapelle è un'ex-municipalità dei Paesi Bassi situata nella provincia dell'Olanda Meridionale. Istituita nel 1991 col nome di Moerhuizen, il suo territorio è stato definito dall'unione del territorio delle ex-municipalità di Zevenhuizen e Moerkapelle. Il nome è stato cambiato in Zevenhuizen-Moerkapelle nel 1992. Soppressa il 1º gennaio 2010, il suo territorio, è andato a costituire, assieme al territorio delle ex-municipalità di Moordrecht e Nieuwerkerk aan den IJssel, la nuova municipalità di Zuidplas.